# Pantages
«Pantages» — театр и кинотеатр в Голливуде, в основном используется как кинотеатр. Построен в 1930 году по проекту архитектора Маркуса Притеки в стиле арт-деко по заказу театрального импресарио Александра Пантэйджеса. В 1949 куплен Говардом Хьюзом через компанию «RKO Pictures», после чего до 1967 года назывался «RKO Pantages Theatre». В 1954 году стал местом проведения 26-й церемонии награждения премиями «Оскар».